# Louis-Philippe Mercier
Louis-Philippe Mercier (4 septembre 1877-16 mars 1961) est un homme politique canadien. Il était le député libéral de Trois-Rivières de 1919 à 1927.